# チワン族通史
『チワン族通史』 （チワンぞくつうし, チワン語: Bouxcuengh Dunghsij）は、よく知られている現代中国の歴史家黄現璠の著書。1988年（昭和63年）に広西民族出版社から出版された。中国で最初に出版された少数民族の通史、中国少数民族通史中の白眉といわれる。

## 経緯
黄現璠は1943年から長い時期に情は熱く少数民族調査活動に従事した。英文、日本語、チワン族話、ヤオ族話、トン族話に精通するため、少数民族の田野調査に便宜を提供した。1943年8月に、黄現璠は「黔桂（貴州と広西省）少数民族辺区調査団」を組織し、団長を担当し、1945年4月に、「黔南（貴州南部）少数民族辺区調査団」を組織し、団長を担当し、その年9月に、助手に連れて、融県ミャオ族の山岳地帯に入って学術考察を行い、何度も団員に連れて、黔桂の2省の少数民族の地区に入って広範な学術の調査の活動を展開し、大量に貴重な史料を獲得した。1951年6月に、黄現璠は「中央民族訪問団中南訪問団広西分団」（1分団、団長費孝通）に参加し、副団長を担当し、広西少数民族の地区に入って慰問と調査を行い、1952年3月に、助手に連れて、広西の都安県、東蘭県、南丹県一帯のヤオ族、チワン族の歴史文化と現状の生活を調査し、その年8月に、広西の扶綏県、崇左県、徳保県、靖西県一帯に入って田野の調査に従事し、1953年6月に、黄現璠は広西大学で「桂西チワン族自治区人民政府文化教育局歴史文化財調査工作組」を組織し、組長を務め、調査グループの成員に連れて、広西省の南丹県、天峨県、河池県、羅城県、忻城県などの少数民族居住地に入って、前後にヤオ族、マオナン族、ミャオ族、チワン族、ムーラオ族などの少数民族を訪問と調査し、大量の文化財と史料を収集した。1954年3月と1956年4月に、黄現璠は広西省の武鳴県、上林県、賓陽県、貴県、来賓県入って、貴県でのチワン族の分布に関する史料収集した。1957年8月に、黄現璠は「広西少数民族社会歴史調査グループ」を創立することに参与し、そのグループの副組長兼チワン族グループの組長、実際は全組の学術調査の仕事に責任を負って、有史以来第1回広西の全面的大規模的少数民族の歴史と伝統の文化の調査を指導し、グループを率いて桂西チワン族自治州が管轄した5つの専区、2つの市、52の県、1つの自治区など少数民族の地区に入って、広範に社会歴史調査を行って、史料を収集し、多くの貴重な史料を得た。黄現璠は、これらの調査史料と歴史的な資料に基づき、1957年に『広西チワン族略史』を書いた(同じ年6月に広西人民出版社から出版された)。この研究に基づき、黄現璠は、 20年以上を通じ、史料追加により大幅に増補し、1981年に『チワン族通史』の最初のドラフトを仕上げた。1982年に黄現璠は脳溢血のため死去後、彼の学生張一民、黄増慶教授によって『チワン族通史』の最初のドラフトを整理し、1988年に広西民族出版社から出版された。

## 概要と価値
『チワン族通史』は、「豊かな歴史的資料に基づき、原始社会から、中華人民共和国に至るまでのチワン族それぞれの歴史時期の政治、経済、文化の諸方面の発展状況を詳細かつ包括的に紹介と論述した。この本は、貴重な史料をたくさん提供し、後のチワン族社会歴史文化の全方位深く研究のために基礎を打ち立て、高い学術的価値があると言うことができる。」

## 特色と評価
『チワン族通史』は、執筆当時はあまり知られていなかった歴史資料も多く用いて執筆した黄現璠の労作であると同時にこの本の特色と言える。特に黄現璠は、前の『広西チワン族略史』と本著の中で提唱した「奴隷社会跨越論」が、著者の重要な歴史思考を反映した。日本大阪国立民族学博物館の塚田誠之（つかだ・しげゆき）教授は「黄現璠はチワン族社会の発展段階が氏族社会から直接に初期の封建社会に入り、転換の起点が唐宋の時代に始りと思った。それによって、古代チワン族社会性質をめぐる論争を巻き起こした。」と指摘した。つまり黄現璠は、マルクスの発展段階説が全人類史的＝全世界史的に見た歴史であって、個々の地域や民族の歴史ではない。従ってヨーロッパ諸国でもそれぞれの国での歴史でも当てはまらず、ましてや中国古代史にも当てはまらない。奴隷社会とか、世界史に通じる用語がない。中国古代史の中に決して奴隷社会が存在しない。特に、マルクスの発展段階説が中国個々の地域史や民族史にそのまま当てはまらない、などと思った。黄現璠のこのような歴史思考は、同じに本著の中でも重要な特色と言える。
本著出版後は各方面より高い評価を受け、当時の広西チワン族自治区人民政府主席であった覃応機も高く評価し序文を寄せている。一方、いくつか学者はその内容を高く評価しつつも、「初めて創造的にチワン族研究を民族史論の高度まで(へ)昇格させた。」「それは構造、規模になってから高めることおよび十分に後の世まで伝わることができる大規模の民族通史の創作の先例を創始した。」「中国の第一部チワン族通史のだ。本著は我が国の少数民族の歴史研究成果を豊かにして、チワン族史研究のために、比較的に新しくて全面的な資料も提供した。」「それは我が国の歴史学界におして、最もに創始性、科学性と学術理論価値の経典の大作を備えることをおされた。」米国オハイオ州大学のマーク・ベンダー教授が語るところによると、「黄現璠の『儂智高』と『チワン族通史』は、史料は豊かに、学術の価値もきわめて高くて、国際民族学界においてもすべて山開きをする著作であった。」広西大学の徐君慧教授は、「黄現璠先生の『広西チワン族略史』、『儂智高』と『チワン族通史』が、チワン族にとって文化の貴重な宝物なだけではなくて、中華民族の魂宝で、それらは光があたり一面に輝きチワン族と中華民族の歴史を照らしていのだ」と同様に評価した。

## 受賞
『チワン族通史』は、1990年に、「広西チワン族自治区社会科学最高賞」(1987-1990年度)を受賞した。